# Le Diable dans la ville
Pour plus de détails, voir Fiche technique et Distribution.
Le Diable dans la ville est un film muet français réalisé par Germaine Dulac, sorti en 1925.

## Synopsis
Au XVe siècle dans une petite ville imaginaire. Des contrebandiers se sont installés dans la Tour Grise, une partie des remparts abandonnée depuis longtemps. Mais, un jour, le bailli décide de mettre en vente la tour pour combler une partie des dettes de la ville. Personne ne se porte acquéreur jusqu'à ce que Marc Herner, un étranger, arrive et l'achète pour s'installer en ville, étant tombé amoureux d'une habitante. Les contrebandiers font alors courir le bruit que c'est un magicien et, pire encore, un envoyé du Diable.

## Fiche technique
- Titre original : Le Diable dans la ville
- Réalisation : Germaine Dulac
- Assistant-réalisateur : Marie-Anne Colson-Malleville
- Scénario : Germaine Dulac, Jean-Louis Bouquet
- Photographie : Henri Stuckert
- Décors : Marco de Gastyne
- Producteur : Jean Sapène
- Société de production : Les Films de France
- Société de distribution : Pathé Consortium Cinéma
- Pays d'origine :  France
- Langue : film muet avec les intertitres  en français
- Format : Noir et blanc  — 35 mm — 1,33:1 — Film muet
- Métrage : 1 770 mètres (6 bobines)
- Genre : Film dramatique
- Durée : 59 minutes
- Numéro de catalogue Pathé : 9317
- Dates de sortie :
- France : 30 janvier 1925

## Distribution
- Léon Mathot : Marc Herner : l'étranger
- René Donnio : l'illuminé
- Jacques Vandenne : un fou
- Émile Saint-Ober : un fou
- Lucien Bataille : un fou
- Émilien Richaud : un fou
- Albert Mayer : Maître Ludivigo, l'alchimiste
- Vetty : le bailli / Monseigneur Pataus
- Pierre de Ramey : le capitaine des gardes
- Jacqueline Blanc : Blanche
- Michelle Clairfont : Rose

## Note critique
« Voici un joli film qui est un peu la prestigieuse illustration d'un fabliau… Le scénario de Jean Louis Bouquet est un des plus originaux que cet excellent auteur ait jamais écrit ». (Jean Gallois, Le Matin, 30 janvier 1925)